# Estació de Fontsanta-Fatjó
|  | El títol d'aquest article és incorrecte a causa de limitacions tècniques. El títol correcte de l'article és Estació de Fontsanta \| Fatjó. |

Fontsanta | Fatjó és una estació de les línies T1 i T2 de la xarxa del Trambaix situada sobre la carretera de Sant Joan Despí al barri de Fontsanta-Fatjó de Cornellà de Llobregat. Inaugurada el 3 d'abril de 2004 amb l'obertura del Trambaix, està al davant d'una de les entrades del parc del Canal de la Infanta a una banda, i del Citilab a l'altra.
| Trambaix               |            |                      |            |                        |
| Procedència/Destinació | <          | Línia                | >          | Procedència/Destinació |
| Francesc Macià         | Les Aigües |                      | Bon Viatge | Bon Viatge             |
| Francesc Macià         | Les Aigües | Llevant - les Planes | Bon Viatge |                        |